# Golfo Dulce
Golfo Dulce – niewielka zatoka Oceanu Spokojnego u południowych wybrzeży Kostaryki. Od wód pełnego oceanu oddziela ją niewielki półwysep Osa. Za granicę wód zatoki uznaje się linię łączącą przylądki Cabo Matapalo i Punto Banco.
Główne miejscowości nad Golfo Dulce to Golfito (ludność w 2000: 6,3 tys. mieszk., ważny port morski wywozu bananów) i Puerto Jimenez (1,8 tys.). Między nimi kursuje prom pasażerski.
Nad zatoką znajdują się liczne plaże.